# ロバート・リストン (外交官)

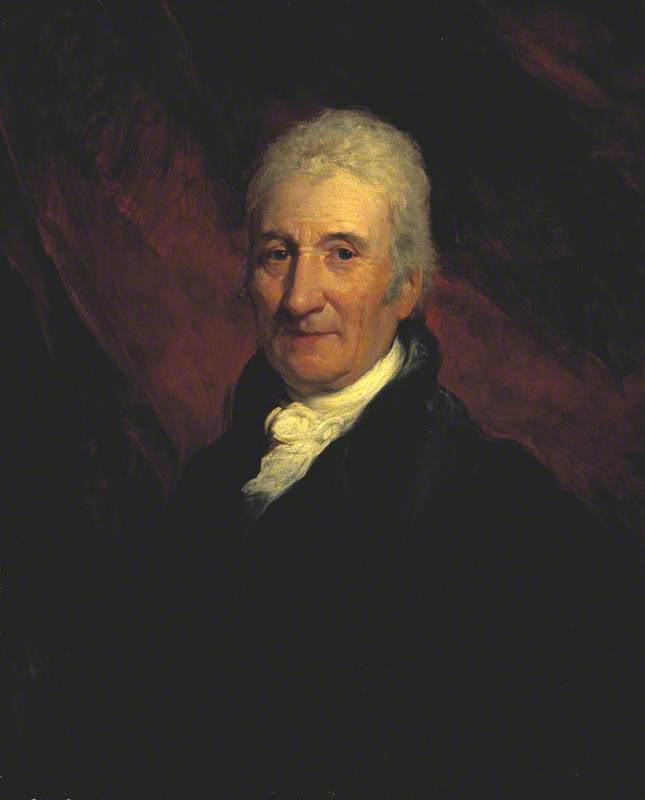
デイヴィッド・ウィルキーによる肖像画、1811年。

サー・ロバート・リストン（英語: Sir Robert Liston GCB PC FRSE、1742年10月8日 カークリストン – 1836年7月15日 ラソ）は、イギリスの外交官。在スペインイギリス全権公使（在任：1783年 – 1788年）、在スウェーデン特命公使（在任：1788年 – 1793年）、在オスマン帝国イギリス大使（在任：1794年 – 1795年、1812年 – 1820年）、在アメリカ合衆国特命全権公使（在任：1796年 – 1800年）、在バタヴィア共和国イギリス特命全権公使（在任：1802年 – 1803年）、在デンマークイギリス特命全権公使（在任：1803年 – 1804年）を歴任した。外交官としてアメリカ合衆国とオスマン帝国との関係改善に成功した。

## 生涯
パトリック・リストン（Patrick Liston、1749年没）と妻クリスチャン（Christian、1790年没、旧姓ディック（Dick））の次男（長男は1749年までに死去）として、1742年10月8日にカークリストン教区のオーヴァートン・ハウス（Overtoun House）で生まれた。エディンバラ大学で教育を受けた後、20歳ごろに聖職者ジョン・ドライズデイルにより第3代準男爵サー・ギルバート・エリオットの息子ギルバート（のちの初代ミントー伯爵）とヒューの家庭教師に選ばれ、1763年に2人とともにパリに向かった。パリでは哲学者デイヴィッド・ヒュームとともに2人の教育に関わった。
1774年4月にヒュー・エリオットが在バイエルンイギリス特命全権公使兼在神聖ローマ帝国議会（レーゲンスブルク）特命全権公使に任命されると、リストンはエリオットの秘書官を務めた。2か所の兼任だったため、エリオットのレーゲンスブルク滞在中はリストンがバイエルン選帝侯領の首都ミュンヘンで臨時代理大使を務めた。1776年9月にエリオットがレーゲンスブルクを発ってから後任のモートン・イーデンが1777年1月に到着するまで臨時代理大使務めた。エリオットは次に在プロイセンイギリス特命全権公使に任命され、リストンは引き続きエリオットの秘書官を務め、1779年5月から1780年4月のエリオット不在中は臨時代理大使を務めた。
1783年3月に在サルデーニャイギリス特命全権公使のマウントステュアート子爵ジョン・ステュアートが在スペインイギリス大使に転じると、マウントステュアート子爵は3月12日にリストンを大使館秘書官に任命した。エリオットの秘書官はあくまでも私的な任命であり、在スペイン大使館秘書官はリストンにとってはじめての外交職任命となった。リストンは任命に先立ち、1782年11月までにサルデーニャ王国首都トリノに到着し、マウントステュアート子爵がトリノを発ってからはトリノで臨時代理大使を務めた。その後、1783年3月24/25日にはリストンもマドリードに向けて出発した。しかし、マウントステュアート子爵がマドリードで大使に就任することはなく、代わりにリストンが1783年5月14日に全権公使としての信任状を受け、8月27日にマドリードに到着した。以降在スペインイギリス全権公使を5年間務め、1788年12月5日にマドリードを離れた。1784年6月28日にエディンバラ王立協会フェローに選出され、1785年5月14日にエディンバラ大学よりLL.D.の名誉学位を授与された。1788年9月13日に在スウェーデン特命公使に任命され、1789年6月30日に信任状を受けた後、8月1日にストックホルムに到着、12月3日に信任状を奉呈した。1792年にグスタフ4世がスウェーデン王に即位すると、リストンは1792年5月30日に新しい信任状を受け、7月6日に信任状を奉呈したが、8月26日に休暇をとってストックホルムを発ち、以降2度と戻らなかった。その後、リストンの召還は1793年9月1日に発表された。
1794年初に在オスマン帝国イギリス大使としての信任状を受けた後、同年5月19日にコンスタンティノープルに到着、10月14日に皇帝セリム3世に信任状を奉呈した。1795年11月4日より休暇をとり、コンスタンティノープルを発った。在オスマン大使の賃金は大半がレヴァント会社により支払われていたが、リストンが大使を務めた時期はレヴァント会社と帝国の貿易が衰退した時期であり、リストンによればオスマン帝国におけるイギリス人は「至る所でオスマンの主権をばかにした」という。
1796年3月11日に在アメリカ合衆国イギリス特命全権公使に任命され、12日に信任状を受けた後、5月12日にフィラデルフィアに到着、5月16日に信任状を奉呈した。1797年11月初にフィラデルフィアを離れてジョージ・ワシントンを訪問した後、合衆国南部を旅し、1798年2月初にフィラデルフィアに戻った。同年8月から12月初にかけてニューヨーク、ボストン、キングストンを訪れた。リストンが駐米大使を務めたときには合衆国の独立から十数年経ったが、先住民、債務、国境といった課題が山積みであり、リストンはイギリス政府を代表してアメリカ西部や南西に介入しないと約束したほか、カナダと米国政府の交渉を仲介するなどイギリスとアメリカの関係改善に成功した。また、イギリス海軍がニューオーリンズを、クリー族とチェロキー族がアッパー・ルイジアナでスペイン人が設けた交易所を攻撃するという合同作戦が提案されたが、中立違反と先住民をけしかけるという行動の残酷さを理由に拒否している。この作戦はイギリス本国でも支持されなかった。リストンは1800年11月ごろに召還され、12月2日にフィラデルフィアを発った。
1802年8月3日に在バタヴィア共和国イギリス特命全権公使に任命され、14日に信任状を受けた後、9月12日にデン・ハーグに到着、9月16日に信任状を奉呈した。1803年6月4日にパスポート発給を求め、直後にデン・ハーグを発った。6月23日には在デンマークイギリス特命全権公使としての信任状を受け、7月5日にコペンハーゲンに到着、7月16日までに信任状を奉呈した。その後、1804年3月11日にコペンハーゲンを発ち、年金を受けとって引退した。
1812年3月2日に再び在オスマン帝国イギリス大使としての信任状を受け、4月8日に5等艦アルゴに乗船してジブラルタルに向かった。以降シチリア、ギリシャ経由でコンスタンティノープルに向かい、6月末に到着した。コンスタンティノープルへはバーソロミュー・フリーア、サー・ロバート・ウィルソンなど多くの大使館員が随行し、その道中の見聞に関するウィルソンの日記は1861年に出版された。以降1815年10月12日から1817年7月19日まで休暇をとったときを除き、1820年まで大使を務めた。露土戦争の講和条約であるブカレスト条約（1812年）をめぐり、イギリスがオスマン帝国に条約受諾を勧めたため、イギリス・オスマン関係は悪化していたが、リストンは関係改善に成功、次に悪化に転じるギリシャ独立戦争が勃発したときにはリストンがすでに離任した。1820年7月7日、コンスタンティノープルを発った。この時点で70代の終わりも近く、リストンは年金を受けて引退した。
1812年に枢密顧問官に任命され、1816年10月21日にバス勲章ナイト・グランド・クロスを授与された。
1836年7月15日、エディンバラ近郊のラソにある自宅ミルバーン・タワー（Millburn Tower）で死去した。

## 家族

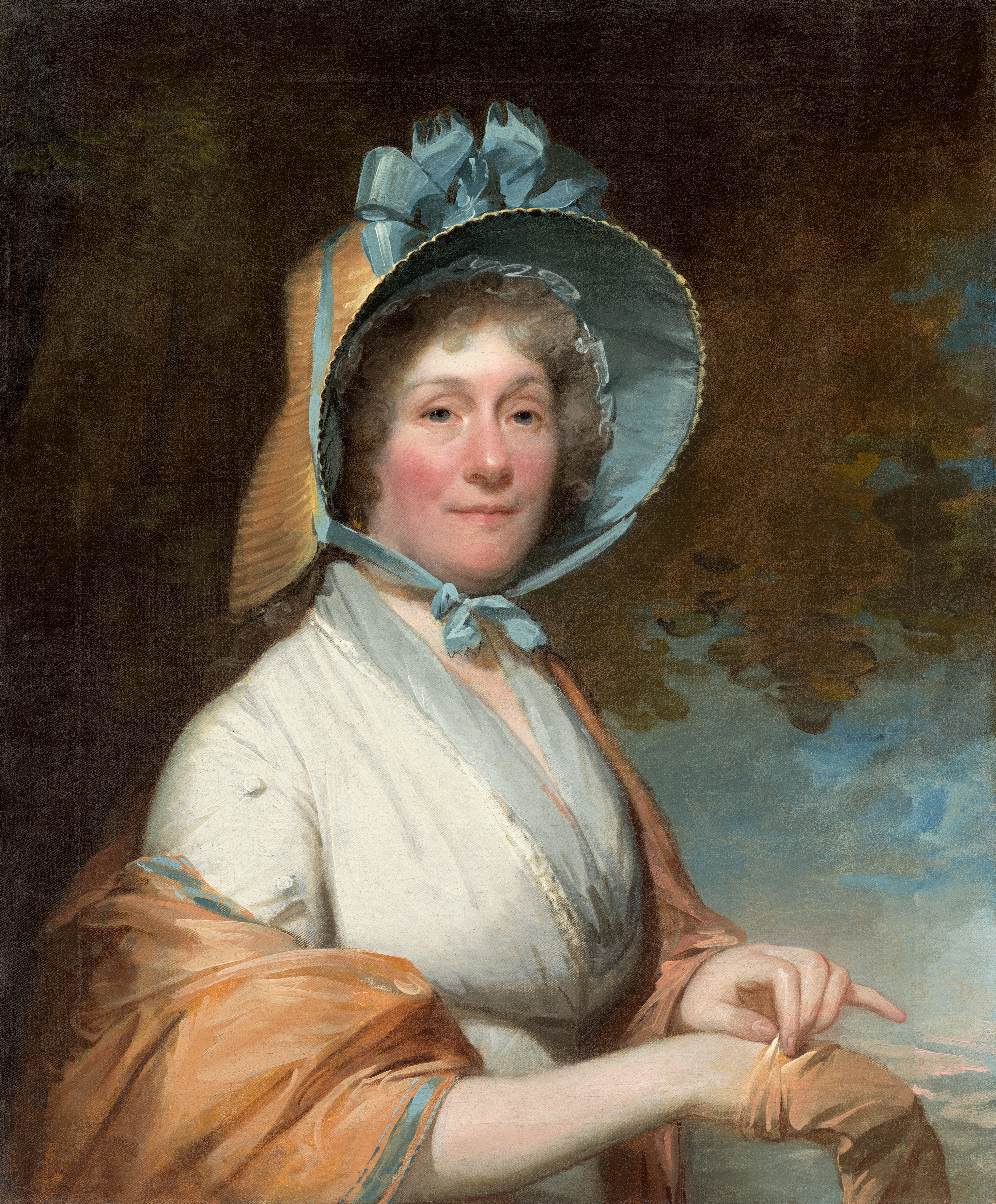
リストンの妻ヘンリエッタ。ギルバート・ステュアート画、1800年。

1796年2月27日、グラスゴーでヘンリエッタ・マーチャント（1751年 – 1828年、ナサニエル・マーチャント（1761年没）の娘）と結婚したが、2人の間に子供はいなかった。ヘンリエッタはリストンが在アメリカ合衆国イギリス特命全権公使に任命されたときに随行し、度々本国宛てに手紙を書いた。これらの手紙は米国での生活や政治、ナイアガラの滝への旅などといった内容だった。
1804年に年金を受け取った後、リストン夫婦はエディンバラ近郊で自宅ミルバーン・タワー（Millburn Tower）を建てた。ヘンリエッタはアメリカや西インド、コンスタンティノープルから植物を輸入して、アメリカ式庭園を作った。